# Joannes Laurentius Krafft
Jean-Laurent (Johannes, Joannes, Johan ou Jan et Laurentius, Laurens ou, parfois, Lodewijk) Krafft, né le 10 novembre 1694 à Bruxelles et enterré le 1er janvier 1768, est un graveur et un rhétoricien, écrivant en néerlandais et en français.

## Biographie
Comme l'indique son nom de famille, bien que né à Bruxelles, Krafft est d'origine allemande.  Le 15 janvier 1719, il épousera Marie Aubertin, qui le rendra père de François-Joseph Krafft, compositeur de musique, né à Bruxelles.

### Graveur
Après un long séjour dans la République des Sept Pays-Bas-Unis et un voyage en France, où il apprend le français, il s'établit dans sa ville natale comme graveur.  Il se consacre surtout à la gravure sur bois (une technique tombée en désuétude au XVIIIe siècle), à la gravure en taille-douce et à l'eau-forte à l'instar de Rembrandt.  Sa riche collection d'estampes est décrite dans un catalogue de vente de 1799.  Comme graveur, il a fait de nombreux portraits de membres de la maison impériale de Habsbourg, ainsi que des reproductions d'œuvres de maîtres tels que Pietro Paolo Rubens, Antoine van Dyck ou Le Titien.  La Bibliothèque royale de Belgique possède une collection importante de ses gravures sur bois.

### Rhétoricien

#### Iphigenie ofte Orestes en Pilades
Peut-être, la nature classique de sa tragédie « à bonne issue » Iphigenie ofte Orestes en Pilades (Iphigénie ou Oreste et Pylade), ornée de ses propres gravures et publiée à Bruxelles en 1722, est-elle redevable à son séjour en France et à l'Iphigénie de Racine, bien qu'un autre auteur y voie plutôt un drame non académique dans le sillon de Shakespeare.  Dans l'épilogue de l'édition de cette pièce, son auteur dénonce les aspects moins civilisés des acteurs bruxellois, comme l'alcoolisme et le comportement prétentieux mais peu intelligent de certains interprètes.

#### Spiegel der Vrouwenet Passion de Notre Seigneur /Lyden van onsen heere
En 1727 paraît Den Spiegel der Vrouwen (Le Miroir de la femme) dont la protagoniste est la courageuse Ildegerte, reine de Norvège.  Cette pièce sera jouée en 1749 à Alost, en 1752 à Escornaix, en 1756 à Etikhove, en 1766 à Bruxelles, en 1770 à Akkergem (Gand) et en 1773 pas moins de trente fois à Nieuwkerken-Waas.
La Passion de Notre Seigneur Jésus-Christ, tragédie sainte et sa version néerlandaise, Het Lyden van onsen heere Jesus Christus, ne portent pas de date mais ont obtenu l'approbation des autorités en 1736.  La version française de la pièce indique tout de même qu'elle avait été jouée le 8 avril 1727 en présence de la gouvernante des Pays-Bas autrichiens, Marie-Élisabeth d'Autriche.

#### Trésor de Fables /Schat der Fabelen

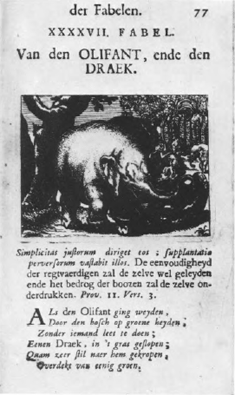
Poème n° XXXXVII du Schat der Fabelen : Van den OLIFANT ende den DRAEK (De l'éléphant et du dragon).

C'est en 1734 que Krafft publie Le Tresor de Fables, choisies des plus excellens mythologistes, dont il a gravé lui-même les planches.  Le français n’étant pas sa langue maternelle, l'auteur prévient le lecteur dans son ouvrage que :
« On ne trouvera pas ici l'éloquence, ni la délicatesse de la langue Françoise... On connoîtra ici le caractère & le stile Flamand dans une sincère simplicité. » 
Cette édition française sera suivie, en 1739-1740, d'une version rimée néerlandaise, publiée en trois volumes : Den Schat der Fabelen, gekozen uyt de voornaemste Verdigt-schryvers.  Dans la préface, l'auteur explique que, contrairement à l'original français, il a mis en vers rimés la version néerlandaise afin de prouver que :
« [...] les agréments lacédémoniens » de l'art de la poésie « ne sont pas les ennemis de notre langue néerlandaise laquelle, par son vocabulaire opulent et expressif, semble aussi apte à afficher de l'éloquence que quelconque langue parlée dans le monde. »
Il compare la langue néerlandaise avec celle des Français, qui rendent la leur tellement légère que le néerlandais se fait oublier, abâtardir et détruire, alors que cette langue est pourtant bien plus ancienne, plus virile et plus pénétrante.  Krafft chante alors la louange du néerlandais, dont il estime la richesse indéterminée en mots harmonieux.  La prose de l'introduction et des réflexions morales (Zedelyke Overdenkingen) des fables est remarquablement fluide et correcte ; les fables rimées annoncent déjà la fraîcheur et le naturel qui feront, quarante ans plus tard, des poèmes d'enfants d'un Hieronymus van Alphen une révélation.

#### Histoire générale de l'auguste maison d'Autriche
L'Histoire générale de l'auguste maison d'Autriche (en trois volumes, publiés en 1744-1745) est le dernier ouvrage que l'on connaisse de Krafft.  Il l'a illustré de nombreux portraits gravés de sa main.  À la fin du premier volume, il fait remarquer qu'il a travaillé à son ouvrage pendant de longues années :
« [...] pour laisser à la posterité plusieurs évenemens qui n'ont jamais été mis au jour dans une langue, laquelle est si fortement récherchée dans le siecle ou nous sommes. »
Malgré son amour pour la langue néerlandaise, face à l'investissement dans un projet coûteux et d'envergure, pour cet ouvrage, Krafft se voit obligé de choisir pour la langue d'une classe sociale, minoritaire à Bruxelles à cette époque, mais puissante et aisée.

## Œuvres
- (nl) 1722, Iphigenie ofte Orestes en Pilades
- (nl) 1727, Den Spiegel der Vrouwen verbeelt in de manmoedige Ildegerte koninginne van Norwegen, Bly-eyndig Treur-Spel
- (fr) 1734, Le Tresor de Fables, choisies des plus excellens mythologistes
- (fr) 1734, La Surprise fâcheuse ou l'avanture incroyable de M.. l'abbé Karger, natif de la Province de Luxembourg, Histoire étonnante & veritable, arrivée près de Mayence
- (fr) 1736, La Passion de Notre Seigneur Jésus-Christ, tragédie sainte
- (nl) 1736, Het Lyden van onsen heere Jesus Christus, dans le genre des jeux de mystère, mais en 5 actes et en alexandrins, version néerlandaise de la précédente
- (nl) 1739-1740, Den Schat der Fabelen, gekozen uyt de voornaemste Verdigt-schryvers, trois volumes illustrés de gravures, version néerlandaise rimée du Tresor de Fables
- (fr) 1744-1745, L'Histoire générale de l'auguste maison d'Autriche, en trois volumes